# Bayankhongor
Bayankhongor (tiếng Mông Cổ: Баянхонгор) là thủ phủ của tỉnh Bayankhongor tại Mông Cổ. Thành phố Bayankhongor đồng thời cũng là một Sum (huyện) thuộc tỉnh. Thành phố nằm trên độ cao 1859 m so với mực nước biển, dân số thành phố vào năm 2006 là 26.252 người.

## Khí hậu
Bayankhongor có khí hậu bán khô hạn (Köppen BSk) với một mùa đông dài, khô, rất lạnh và một mùa hè ngăn và ấm.
| Dữ liệu khí hậu của Bayankhongor         | Dữ liệu khí hậu của Bayankhongor | Dữ liệu khí hậu của Bayankhongor | Dữ liệu khí hậu của Bayankhongor | Dữ liệu khí hậu của Bayankhongor | Dữ liệu khí hậu của Bayankhongor | Dữ liệu khí hậu của Bayankhongor | Dữ liệu khí hậu của Bayankhongor | Dữ liệu khí hậu của Bayankhongor | Dữ liệu khí hậu của Bayankhongor | Dữ liệu khí hậu của Bayankhongor | Dữ liệu khí hậu của Bayankhongor | Dữ liệu khí hậu của Bayankhongor | Dữ liệu khí hậu của Bayankhongor |
| Tháng                                    | 1                                | 2                                | 3                                | 4                                | 5                                | 6                                | 7                                | 8                                | 9                                | 10                               | 11                               | 12                               | Năm                              |
| ---------------------------------------- | -------------------------------- | -------------------------------- | -------------------------------- | -------------------------------- | -------------------------------- | -------------------------------- | -------------------------------- | -------------------------------- | -------------------------------- | -------------------------------- | -------------------------------- | -------------------------------- | -------------------------------- |
| Cao kỉ lục °C (°F)                       | 1.9 (35.4)                       | 11.6 (52.9)                      | 16.4 (61.5)                      | 24.4 (75.9)                      | 28.3 (82.9)                      | 32.3 (90.1)                      | 34.4 (93.9)                      | 33.5 (92.3)                      | 28.6 (83.5)                      | 23.5 (74.3)                      | 13.6 (56.5)                      | 7.0 (44.6)                       | 34.4 (93.9)                      |
| Trung bình ngày tối đa °C (°F)           | −11.4 (11.5)                     | −7.2 (19.0)                      | −1.1 (30.0)                      | 8.9 (48.0)                       | 17.4 (63.3)                      | 22.1 (71.8)                      | 23.0 (73.4)                      | 21.5 (70.7)                      | 15.9 (60.6)                      | 7.6 (45.7)                       | −3.1 (26.4)                      | −9.5 (14.9)                      | 7.0 (44.6)                       |
| Trung bình ngày °C (°F)                  | −18.3 (−0.9)                     | −16.2 (2.8)                      | −8.2 (17.2)                      | 0.9 (33.6)                       | 9.6 (49.3)                       | 15.0 (59.0)                      | 16.2 (61.2)                      | 14.5 (58.1)                      | 8.2 (46.8)                       | −0.1 (31.8)                      | −10.9 (12.4)                     | −17.0 (1.4)                      | −0.5 (31.1)                      |
| Tối thiểu trung bình ngày °C (°F)        | −23.7 (−10.7)                    | −22.4 (−8.3)                     | −14.8 (5.4)                      | −5.8 (21.6)                      | 2.0 (35.6)                       | 7.9 (46.2)                       | 10.1 (50.2)                      | 8.2 (46.8)                       | 2.1 (35.8)                       | −5.7 (21.7)                      | −16.1 (3.0)                      | −22.1 (−7.8)                     | −6.7 (20.0)                      |
| Thấp kỉ lục °C (°F)                      | −38.1 (−36.6)                    | −38.8 (−37.8)                    | −31.5 (−24.7)                    | −23.1 (−9.6)                     | −15.0 (5.0)                      | −4.5 (23.9)                      | 1.6 (34.9)                       | −1.5 (29.3)                      | −11.2 (11.8)                     | −24.7 (−12.5)                    | −34.5 (−30.1)                    | −39.9 (−39.8)                    | −39.9 (−39.8)                    |
| Lượng Giáng thủy trung bình mm (inches)  | 2.0 (0.08)                       | 2.8 (0.11)                       | 4.1 (0.16)                       | 8.6 (0.34)                       | 14.4 (0.57)                      | 33.3 (1.31)                      | 56.2 (2.21)                      | 48.2 (1.90)                      | 18.3 (0.72)                      | 7.0 (0.28)                       | 2.7 (0.11)                       | 1.8 (0.07)                       | 199.4 (7.86)                     |
| Số ngày giáng thủy trung bình (≥ 1.0 mm) | 0.7                              | 0.8                              | 1.1                              | 1.7                              | 2.3                              | 5.2                              | 8.0                              | 5.5                              | 2.7                              | 1.3                              | 0.8                              | 0.4                              | 30.5                             |
| Số giờ nắng trung bình tháng             | 260.5                            | 223.7                            | 271.5                            | 275.1                            | 320.1                            | 309.6                            | 308.8                            | 293.2                            | 280.8                            | 261.7                            | 220.6                            | 205.4                            | 3.231                            |
| Nguồn: NOAA (1962-1990)                  |                                  |                                  |                                  |                                  |                                  |                                  |                                  |                                  |                                  |                                  |                                  |                                  |                                  |

## Phân chia hành chính
| # | Tên             | tiếng Mông Cổ | Dân số (cuối năm 2006) | Diện tích (km²) | Mật độ(/km²) |
| - | --------------- | ------------- | ---------------------- | --------------- | ------------ |
| 1 | Nomgon          | Номгон        | 3.426                  | 10              | 343          |
| 2 | Erdenemandal    | Эрдэнэмандал  | 2.309                  | 12              | 192          |
| 3 | Duursakh        | Дуурсах       | 2.753                  | 10              | 275          |
| 4 | Ugalz           | Угалз         | 4.066                  | 11              | 370          |
| 5 | Tsagaan chuluut | Цагаан чулуут | 3.441                  | 10              | 344          |
| 6 | Gegeen shavi    | Гэгээн шавь   | 2.757                  | 11              | 251          |
| 7 | Tsakhir         | Цахир         | 6.392                  | 7               | 913          |
|   | Bayankhongor    |               | 25.144                 | 71*             | 354          |
| 8 | Shargaljuut**   | Шаргалжуут    | 1.444                  | ...             | ...          |

* Nguồn mâu thuẫn.
** Shargaljuut là một điểm đinh cư đô thị thuộc thẩm quyền hành chính của thành phố, tuy nhiên khu này nằm cách biệt thành phố đến 54 km về phía tây bắc.

## Giao thông
Sân bay Bayankhongor (BVN/ZMBH) có hai đường băng, một trong số đó được trải, và có các chuyến bay đều đặn đến thủ đô Ulan Bator.